# لیزت تامیک
لیزت تامیک (انگلیسی: Lisette Tammik؛ زادهٔ ۱۴ اکتبر ۱۹۹۸) بازیکن فوتبال اهل استونی است.
وی همچنین در تیم‌های ملی فوتبال Estonia women's national under-17 football team, Estonia women's national under-19 football team، و Estonia women's national football team بازی کرده‌است.